# Fette

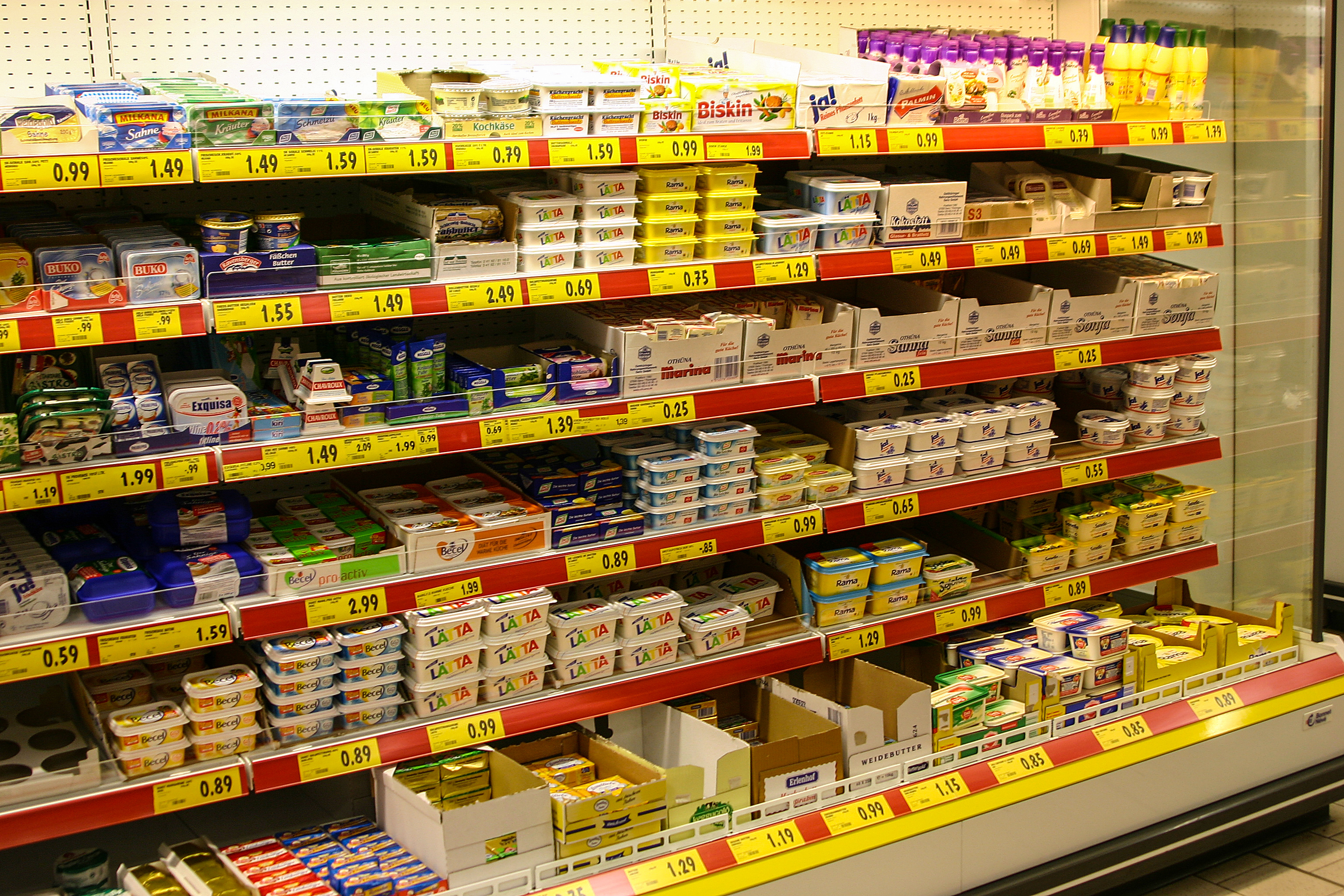
Verschiedene fetthaltige Produkte im Supermarkt

Allgemeine chemische Struktur von Fetten: In blau ist das dreifach acylierte Glycerin dargestellt. R^{1}, R^{2} und R^{3} sind Alkyl- oder Alkenylreste mit einer meist ungeraden Anzahl von Kohlenstoffatomen.

Fette und fette Öle (Neutralfette) sind Ester des dreiwertigen Alkohols Glycerin (Propan-1,2,3-triol) mit drei, meist verschiedenen, überwiegend geradzahligen und unverzweigten aliphatischen Monocarbonsäuren, den Fettsäuren. Verbindungen dieser Art werden auch Triglyceride genannt, die IUPAC empfiehlt jedoch als Name Triacylglycerine.
Je nachdem, ob ein Fett bei Raumtemperatur fest oder flüssig ist, wird es als Fett oder fettes Öl bezeichnet. Bekannteste Fette sind die namensgebenden Stoffgemische aus verschiedenen Fettsäuretriglyceriden, die aus Tieren gewonnen werden, der Ausdruck fettes Öl grenzt die (dünn)flüssigen Fette von anderen Gruppen der Öle (allgemein unspezifisch diverse Gruppen flüssiger organischer Verbindungen) ab.
Als Naturstoffe werden Fette den Lipiden zugeordnet und sind in lipophilen organischen Lösungsmitteln wie Petrolether, Ether und Benzol löslich. Fette sind mit einer Energiedichte von 37 kJ/g (9 kcal/g) der wichtigste Energiespeicher für Menschen, Tiere und auch einige Pflanzen. Bei Pflanzen befinden sich Fette vor allem in den Samen oder Keimen, bei tierischen Organismen im Fettgewebe. Fette und fette Öle finden Verwendung als Nahrungsmittel (Speisefette und -öle).

## Etymologie
Das Wort Fett ist eine Substantivierung eines ursprünglich niederdeutschen Adjektivs: mittelniederdeutsch vet (im Oberdeutschen feist), welches seinerseits das 2. Partizip des im Neuhochdeutschen untergegangenen mittelhochdeutschen Verbs veiȥen „fett machen“ darstellt. Zugrunde liegt eine Erweiterung der indogermanischen Wurzel pē̆[i]- „strotzen, fett sein“.

## Gewinnung
Fette werden entweder aus tierischen Produkten oder aus Pflanzen (Nutzpflanzen), teilweise auch in der chemischen Industrie gewonnen. Tierische Fette werden entweder direkt aus Fettgewebe geschmolzen (Schmalz, Tran, Talg) oder aus Milch (Butter) gewonnen. Die für Lebensmittel verwendeten pflanzlichen Öle und Fette werden aus Ölpflanzen oder Ölsaat durch Pressung oder Extraktion mit Dampf oder Lösungsmitteln gewonnen. Raffination und damit Entfernung unerwünschter Inhaltsstoffe macht die Fette für den Menschen nutzbar. Margarine ist ursprünglich tierischer Herkunft gewesen, wird heutzutage aber durch Hydrierung (Fetthärtung) der C=C-Doppelbindung(en) in den Fettsäureestern pflanzlicher Öle (Sonnenblumenöl, Rapsöl) gewonnen. Dabei können sich auch trans-Fettsäuren bilden, was unerwünscht ist.
In Deutschland gab es im Jahr 2006 53 Betriebe, die mit der Fett-Gewinnung und -Raffination befasst waren. Mit 3445 Mitarbeitern wurde ein Gesamtumsatz von 131 Millionen Euro erreicht. Die Raffination von Fetten ist mit 82,7 Millionen Euro ein wichtiger Wirtschaftszweig.
Im Jahr 2007 wurden in Deutschland 2,4 Millionen Tonnen Rapsöl, 685.300 Tonnen Sojaöl, 47.700 Tonnen Sonnenblumenöl, 1.961 Tonnen Leinöl hergestellt. Raffiniert wurden 2007 hauptsächlich Rapsöl (1,55 Millionen Tonnen), Sonnenblumenöl (195.000 Tonnen), Sojaöl (510.600 Tonnen), Palmöl (504.000 Tonnen). Ein Großteil der Produkte ist für den Export bestimmt.
Die Produktion von Margarine (2007: 430.000 Tonnen) und Butter (2007: 1,35 Millionen Tonnen) ist ebenfalls wichtig.

## Eigenschaften

Beispiel für ein Triglycerid (Triacylglycerin) in Fetten und Ölen. Der blau markierte Fettsäurerest ist gesättigt, der grün markierte ist einfach, der rot markierte dreifach ungesättigt. Die C=C-Doppelbindungen sind alle cis-konfiguriert. Im Zentrum ist schwarz das dreifach acylierte Glycerin erkennbar. Öle enthalten einen höheren Anteil an essentiellen Fettsäureresten (d. h. ungesättigte Fettsäurereste) als Fette.

Vereinfachte Darstellung einer Veresterung zwischen Glycerin und Stearinsäure.

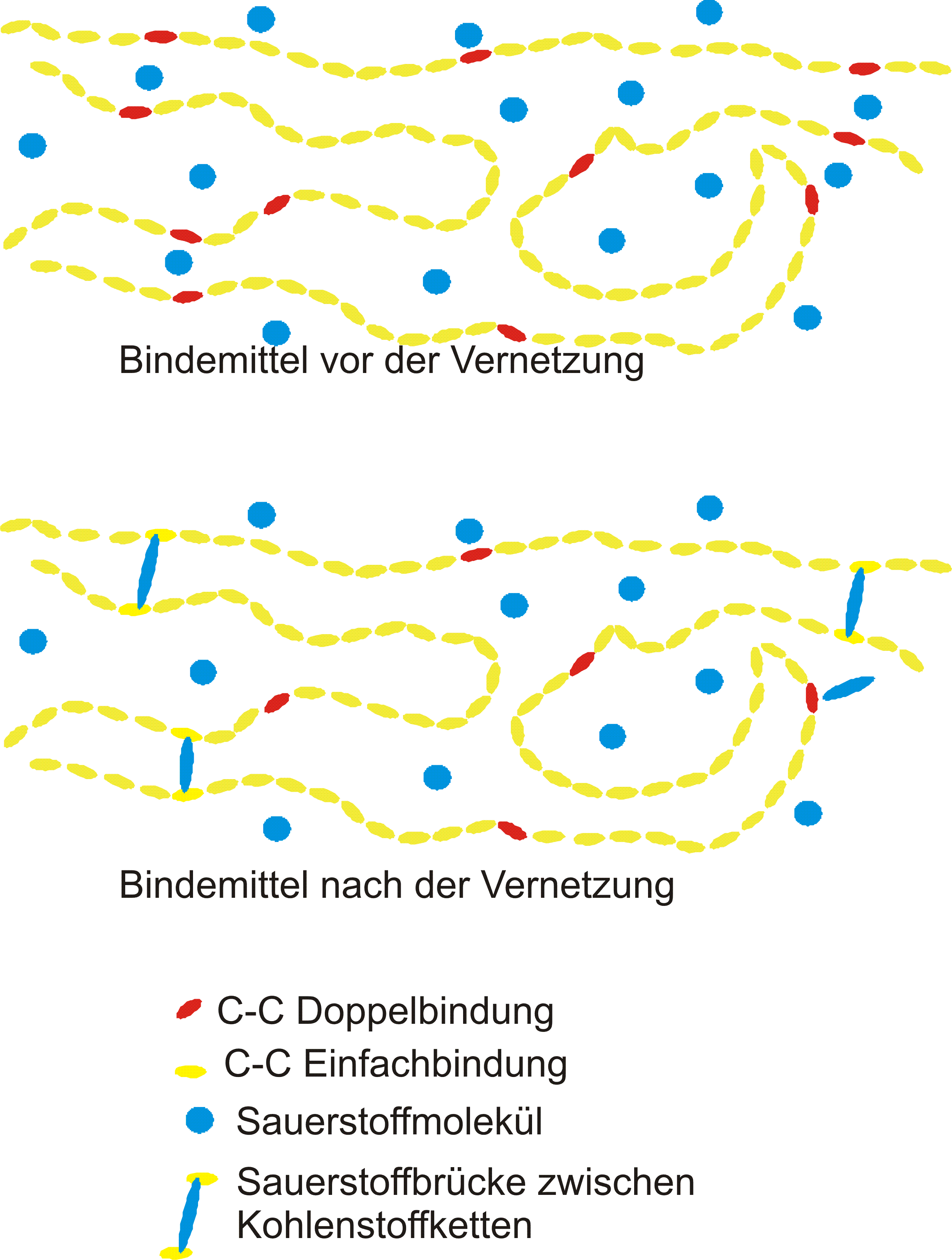
Oxidative Verfilmung von trocknendem Öl

Die physikalischen Eigenschaften eines Fettes werden durch die Kettenlängen und besonders durch die Häufigkeit von C=C-Doppelbindungen in den Fettsäureresten beeinflusst. Enthält ein Fettsäurerest eine Doppelbindung, wird er als ungesättigt bezeichnet, bei mehreren Doppelbindungen entsprechend als mehrfach ungesättigt. Doppelbindungen in natürlichen Fetten und Ölen besitzen fast ausschließlich cis-Konfiguration; enthält eine Fettsäure mehrere Doppelbindungen, sind diese in der Regel durch eine Methylengruppe (–CH2–) voneinander getrennt. Die nebenstehende Abbildung zeigt ein typisches Beispiel für ein Triglyceridmolekül, wie es in vielen pflanzlichen Fetten enthalten ist.
Natürliche Fette enthalten meist unterschiedliche Fettsäuren, stellen immer ein Gemisch verschiedener klar definierter Fette mit einheitlicher molekularer Struktur dar und weisen keinen scharfen Schmelzpunkt, sondern einen Schmelzbereich auf. Mit steigender Kettenlänge und abnehmender Anzahl an Doppelbindungen zwischen den Kohlenstoffatomen der Kette steigt die Schmelztemperatur. Die festen Produkte enthalten hohe Anteile langer und gesättigter Fettsäuren, wohingegen die Fettsäuren in den flüssigen Ölen überwiegend einfach oder mehrfach ungesättigt sind. Pflanzliche Fette enthalten viele ungesättigte Fettsäurereste und liegen daher meist als Öle vor. Beim Erhitzen zersetzen sich Fette zum Teil bereits unterhalb ihres Siedepunktes.
Fettsäuren bestehen aus vier bis 26, typischerweise aus zwölf bis 22 Kohlenstoffatomen und praktisch immer ist deren Anzahl geradzahlig. Durch diese relativ langen Ketten der Fettsäuren werden die Sauerstoffatome der Esterbindung abgeschirmt, sodass Fette hydrophob und somit kaum in Wasser löslich sind. Dadurch haben sie keinen Einfluss auf den osmotischen Zustand einer wässrigen Phase wie Zellsaft, Zwischenzellflüssigkeit, Blut, Lymphe bei Tieren, Vakuole und Transportgefäße bei Pflanzen. Sie bilden somit als Depotfett eine geeignete Speicherform für Energie – beim Menschen liegt die Menge dafür bei 10 kg und mehr.
Es wurden Hinweise gefunden, nach denen ein Fettgeschmack – neben den bereits bekannten Geschmacksrichtungen salzig, sauer, süß, bitter und umami – eine weitere Qualität des Geschmackssinns darstellen könnte: In Mäusen führen in der Nahrung enthaltene Fettsäuren wie Linolsäure zu einer Aktivierung von Geschmackssinneszellen und Nervenzellen in den geschmacksrelevanten Bereichen des Gehirns.
Fette wirken zudem als Aromaträger für fettlösliche Aromen. Der bei ranzigem Fett auftretende intensive Geruch stammt von oxidierten Fetten und Fettsäuren, genauer von Keto- oder Hydroxy-Fettsäuren, die teilweise für den menschlichen Organismus giftig sind.

### Trocknende Öle und Fette
Trocknende Öle sollten richtigerweise härtende Öle heißen, da sie nicht durch Abgabe eines Lösungsmittels trocknen, sondern zumeist durch Oxidation vernetzen. Dieser Vorgang wird auch Verharzen oder Polymerisation genannt. Durch Zusatz von Sikkativen (von lateinisch siccus ‚trocken‘), häufig Cobalt-, Mangan- und Zirconium-Octoate (Metallsalze der Octansäure), kann dies beschleunigt werden.
Je höher der Anteil ungesättigter Fettsäuren, desto höher die Iodzahl und desto eher neigen Öle zur Polymerisation. Leicht polymerisierende Öle wie Leinöl haben eine Iodzahl von mehr als 140 und werden trocknende bzw. härtende Öle genannt. Halbtrocknende Öle haben eine Iodzahl zwischen 100 und 140; bei nichttrocknenden Ölen liegt sie unter 100.
In Verbindung mit Pigmenten werden trocknende Öle als Ölfarben sowie unter Zusatz von Harzen als Öllacke verwendet.

## Geschichte der Fettchemie
Michel Eugène Chevreul hat um 1823 die erste grundlegende Arbeit zur Aufklärung der chemischen Struktur von Fetten und Fettsäuren als Buch mit 484 Seiten veröffentlicht. In späteren Jahren folgten Arbeiten von Heintz über die Palmitin- und Stearinsäure.

## Fettsäurezusammensetzung einiger Fette und Öle
Fettsäuren kommen chemisch gebunden in Triglyceriden in fast allen natürlichen (pflanzlichen und tierischen) Ölen und Fetten vor. Entgegen weitverbreiteter Anschauung enthalten natürliche Fette und Öle keine freien (chemisch ungebundenen) Fettsäuren, sondern Glycerinester der Fettsäuren.
| Anzahl C-Atome | cis-Doppelbindung an | Name                                            | Butter | Olivenöl | Kokosfett | Leinöl | Sonnenblumenöl | Palmöl |
| -------------- | -------------------- | ----------------------------------------------- | ------ | -------- | --------- | ------ | -------------- | ------ |
| 4 6 8 10       | –                    | Buttersäure Capronsäure Caprylsäure Caprinsäure | 9 %    | 0 %      | 16 %      | 0 %    | 0 %            | 0 %    |
| 12             | –                    | Laurinsäure                                     | 3 %    | 1 %      | 48 %      | 0 %    | 0 %            | 0 %    |
| 14             | –                    | Myristinsäure                                   | 8 %    | 1 %      | 16 %      | 0 %    | 0 %            | 1 %    |
| 16             | –                    | Palmitinsäure                                   | 22 %   | 10 %     | 9 %       | 5 %    | 8 %            | 44 %   |
| 18             | –                    | Stearinsäure                                    | 10 %   | 2 %      | 3 %       | 4 %    | 8 %            | 4 %    |
| 18             | 9                    | Ölsäure                                         | 37 %   | 78 %     | 6 %       | 22 %   | 27 %           | 39 %   |
| 18             | 9, 12                | Linolsäure                                      | 10 %   | 9 %      | 2 %       | 17 %   | 57 %           | 11 %   |
| 18             | 9, 12, 15            | α-Linolensäure                                  | 0 %    | 0 %      | 0 %       | 50 %   | 0 %            | 0 %    |
| 20             | 5, 8, 11, 14         | Arachidonsäure                                  | 0 %    | 0 %      | 0 %       | 0 %    | 0 %            | 0 %    |

## Physiologie

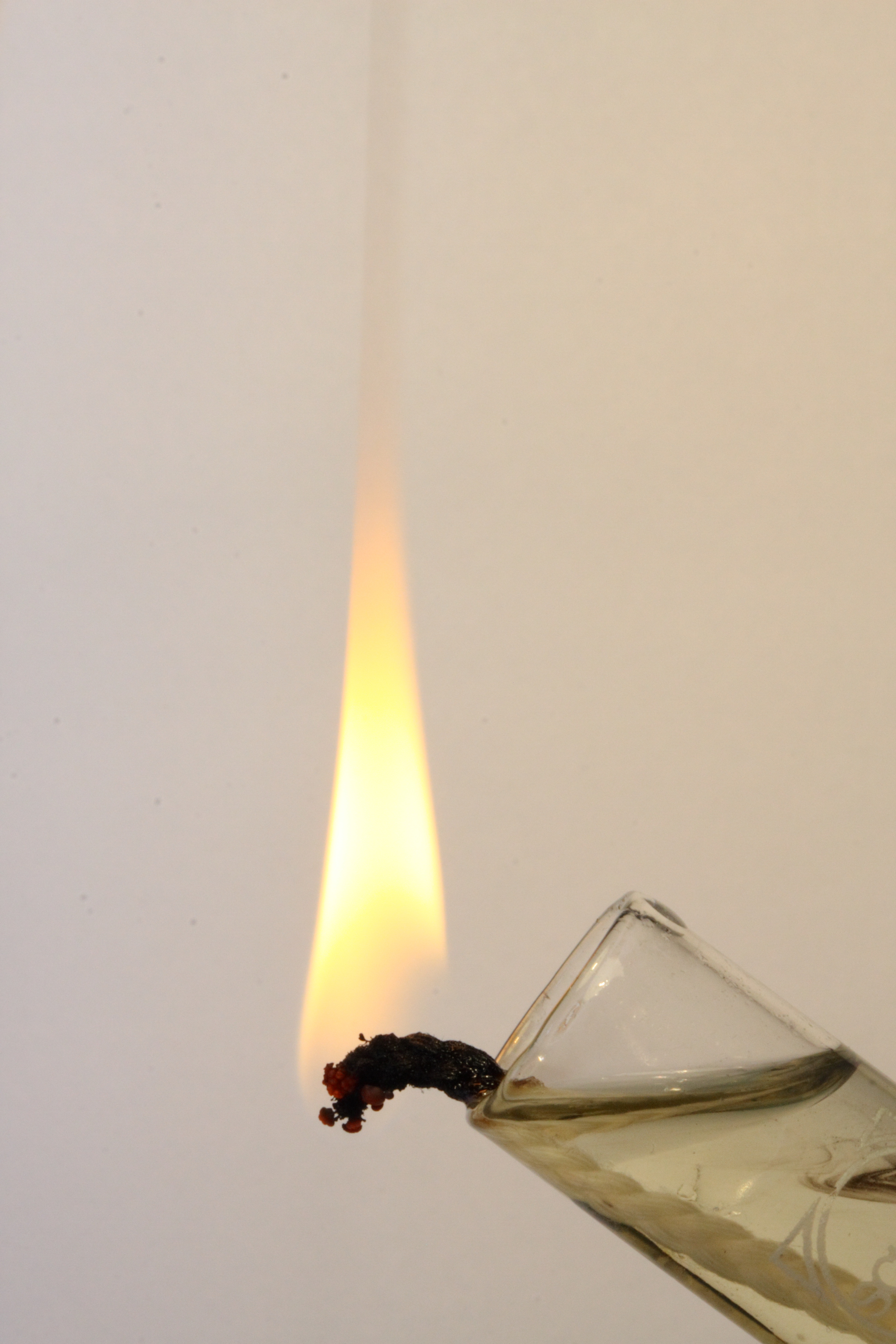
Pflanzenöl verbrennt an einem Docht mit leicht rußender Flamme.

Fette und Öle gehören zu den Grundnährstoffen des Menschen. Sie werden im menschlichen Körper unter anderem benötigt als
- Energielieferant (sogenannter Reservestoff),
- Isolatoren gegen Kälte,
- Lösungsmittel für nur fettlösliche Stoffe wie einige Vitamine,
- Schutzpolster für innere Organe und das Nervensystem,
- Bestandteil der Zellmembranen.

### Fette als Energiespeicher
Fette sind neben den Kohlenhydraten (Zucker, Stärke und Glykogen) die wichtigsten Energiespeicher der Zellen. Der physiologische Brennwert liegt mit 37 kJ/g Fett mehr als doppelt so hoch wie bei Kohlenhydraten und Proteinen (17 kJ/g).
Das Depotfett als Energiespeicher im menschlichen Körper stammt aus dem in Lebensmitteln enthaltenen Fett oder aus anderen Makronährstoffen (Kohlenhydrate, Proteine), die bei Energieüberschuss über mehrere Zwischenstufen letztlich in Fett umgewandelt werden können. Es ist umstritten, in welchem Umfang die Umwandlung der Makronährstoffe Fett, Kohlenhydrate und Proteine unmittelbar zur Bildung von Fettgewebe beiträgt. Insbesondere aus Sicht der Kalorienlehre wird ein solcher Zusammenhang hergestellt. Andere Säugetiere können gut aus einem Energieüberschuss in der Nahrung Depotfette bilden.
Die Dichte des menschlichen Fettgewebes liegt bei 0,94 kg/l, der physiologische Brennwert (Energiegehalt) bei rund 29.000 kJ/kg (7.000 kcal/kg). Die Differenz zu 37.000 kJ/kg von Fett ergibt sich daraus, dass das Fettgewebe nicht aus reinem Fett besteht. Im Blut des Menschen werden die Gesamttriglyceride bestimmt und zählen als solche neben dem Cholesterinwert zu den Blutfetten. Der Normalwert der Triglyceride im Blut beträgt 70 bis 170 mg/dl.
Laut der Deutschen Gesellschaft für Ernährung (DGE) ist eine Fettzufuhr von 60 bis 80 g pro Tag für einen erwachsenen Menschen ausreichend, was 25 Prozent der zugeführten Energie aus Lebensmitteln entspricht. Dabei kann es durchaus zu kleinen Überschreitungen kommen, sofern in den folgenden Tagen die Fettzufuhr ausgeglichen wird. Maximal sollten Frauen wöchentlich ca. 420 g und Männer ca. 560 g Fett zu sich nehmen. Grundlage dieser Berechnung ist ein angenommener Energiebedarf von ca. 10 bis 13,4 MJ pro Tag (= 2.400 bis 3.200 kcal/d). Dies entspräche beispielsweise einem 40-jährigen Büroangestellten mit einem Körpergewicht zwischen 80 kg und 107 kg, der keinen regelmäßigen Sport treibt. Erst die Bestimmung des tatsächlichen Ruheumsatzes und der individuellen körperlichen Aktivität erlaubt eine genaue Bedarfsermittlung. Dabei sind Begleiterkrankungen mit zu berücksichtigen.
Trans-Fettsäuren können den Körper belasten und zu Gefäßschädigungen führen.

### Biosynthese der Fette
Der Aufbau der Triacylglycerine erfolgt aus den Bestandteilen Glycerin und Fettsäuren in mehreren Reaktionsschritten.
Zunächst wird die Fettsäure mithilfe einer von mehreren Fettsäure-CoA-Ligasen und Glycerin mittels einer der Glycerinkinasen aktiviert. Die Endprodukte Acyl-CoA und Glycerin-3-phosphat reagieren zur Lysophosphatidsäure, katalysiert vom Enzym Glycerinphosphat-O-Acyltransferase. Ein weiteres Fettsäuremolekül wird von der Acylglycerin-3-phosphat-O-Acyltransferase übertragen, es entsteht Phosphatidsäure. Eine der Phosphatidat-Phosphatasen spaltet Phosphat ab, wobei Diacylglycerol übrig bleibt. Schließlich überträgt die Diacylglycerol-O-Acyltransferase ein drittes Fettsäuremolekül zum Triacylglycerin.

### Abbau der Fette
In Fettzellen werden Triacylglycerine mit einer Hülle aus dem Proteinkomplex Perilipin:CGI-58 umgeben, der je nach Phosphorylierungsgrad den Abbau der Fette durch Hydrolyse verhindert. Für den Beginn des Abbaus ist das Enzym Hormonsensitive Lipase (HSL) zuständig, die sowohl einer positiven (Katecholamine, ACTH, Glucagon) als auch einer negativen Regulation (Insulin) unterworfen ist.
Der Abbau der Triacylglycerine erfolgt in zwölf Schritten: nach Phosphorylierung der HSL und ihrer Dimerisierung wird die Proteinschicht um die Lipide mit Katecholaminen oder Glucagon aufgebrochen, Perilipin trennt sich von CGI-58 und wird von Proteinkinase A phosphoryliert und später mit Proteinphosphatase 1 recycliert. HSL gelangt in die Nähe der Lipide; ihre Hydrolyseaktivität wird durch Komplexierung mit FABP4 noch verstärkt. So entstehen aus Cholesterinestern Fettsäuren und Cholesterin und aus Triacylglycerin Glycerin und drei Moleküle Fettsäure. Dephosphorylierung der HSL beendet den Prozess, wobei die Identität der Phosphatase, die diese Reaktion katalysiert, unbekannt ist. Der Ablauf des gesamten Stoffwechselwegs wurde aus Ratten- und Mäusezellen erschlossen.

## Verwendung
Fette wurden bereits im Altertum als Zutat zu Arzneimitteln verwendet. Das dazu auch in der frühen Neuzeit noch verwendete Fett (lateinisch Axungia bzw. Pinguedo) war etwa Schweinefett (axungia porci[nae]), Hühnerfett (axungia gallinarum), Gänsefett (axungia anseris), Entenfett (axungia anatis) oder Bärenfett (axungia ursi).
Die Verwendung von Fetten und fetten Ölen (letztere werden umgangssprachlich meist kurz Öle genannt) als Nahrungsmittel und in der Nahrungsmittel-Zubereitung sowie in der -Konservierung ist weit verbreitet. Neuerdings werden erhebliche Mengen pflanzlicher Öle (Rapsöl, Palmöl) chemisch zu Biodiesel umgesetzt. Dazu werden die Öle einer Umesterung mit Methanol in Gegenwart saurer heterogener Katalysatoren unterworfen. Dabei entstehen Fettsäuremethylester (FAME) und Glycerin. Fettsäuremethylester werden direkt als Biodiesel verkauft, viel größere Mengen werden jedoch herkömmlichem Diesel-Kraftstoff bereits in den Raffinerien der Mineralöl-Industrie beigemischt. Dazu hat der Gesetzgeber Vorschriften erlassen, demnach ist eine Beimischung von bis zu 5 Volumen-% Fettsäuremethylester ohne Kennzeichnung des Kraftstoffs zulässig und wird auch breit praktiziert. Der Fettsäuremethylester muss bestimmte genau definierte Qualitätsparameter erfüllen, die in der Norm DIN EN 14214 definiert sind.
Die direkte Verbrennung von aufgeschmolzenen Fetten und fetten Ölen in Lkw-Dieselmotoren ist verbreitet. Allerdings müssen die Fahrzeuge dafür zuvor speziell umgebaut werden.
Durch Verseifung (Esterspaltung mit Alkalihydroxiden) werden aus Fetten oder fetten Ölen Seifen, die Alkalisalze von Fettsäuren, hergestellt. Dabei fällt auch Glycerin an.

## Analytik
Der Fettgehalt von Lebensmitteln wird in der Regel durch Extraktion mit lipophilen Lösemitteln bestimmt. Die FDA definiert Fett als den verseifbaren Anteil eines Lebensmittels. Damit fallen Nichtacylglyceride, wie Sterine oder Phosphatide, nicht unter die FDA-Definition von Fett.
Zur Fettcharakterisierung werden titrationsanalytische Kennzahlen wie Iodzahl, Reichert-Meißl-Zahl, Verseifungszahl, Peroxidzahl oder Säurezahl bestimmt. Zur qualitativen und quantitativen Bestimmung einzelner Fettbestandteile werden bevorzugt chromatographische Verfahren eingesetzt. So kann die Fettsäureverteilung mittels Gaschromatographie ermittelt werden. Fettbegleitsubstanzen wie Zoo- oder Phytosterine oder lipophile Vitamine werden ebenfalls gaschromatographisch oder durch HPLC bestimmt. Für die zuverlässige Identifizierung einzelner Komponenten der Fette wird die Massenspektrometrie meist in der Kopplung mit der Gaschromatographie oder mit der HPLC eingesetzt. Die Deutsche Gesellschaft für Fettwissenschaft definierte bereits mehr als 400 Analyseverfahren, darunter Methoden zur Echtheitserkennung von nativem Olivenöl oder der Bestimmung von Abbauprodukten in benutzten Fritteusefetten.

## Fettbegleitstoffe
Zu den Fettbegleitstoffen zählen:
- Phosphatide
- Sphingolipide
- Lipochrome
- Wachse
- Cholesterin

## Fettverderb
Fette sind verderblich, insbesondere unter dem Einfluss von Licht, Wärme, Luftsauerstoff, Wasser und Mikroorganismen können sie sich chemisch verändern. In der Regel sind beim Verderb die Doppelbindungen oder die Esterbindungen betroffen, wobei sie ranzig und unter Umständen gesundheitsschädlich werden.
Fette schützt man am besten durch kühle, trockene und luftunzugängliche Lagerung.
Frische Fette enthalten in der Regel wenig freie, unveresterte Säuren. Durch Feuchtigkeit sowie Einwirkung von Licht und Mikroorganismen verseifen Fette im Laufe der Zeit. Sie werden sauer und ranzig.
Eine Messgröße hierfür ist die Säurezahl SZ (oder Neutralisationszahl NZ). Sie gibt an, wie viel Milligramm Kaliumhydroxid zur Neutralisation der in einem Gramm Fett enthaltenen freien Fettsäuren erforderlich sind.

## Verwandte Themen
Ölfarben
Öle spielen kunstgeschichtlich eine wichtige Rolle als Bindemittel. Mit Farbpigmenten vermengt waren diese Ölfarben von großer Bedeutung für die Entwicklung der Malerei (siehe auch: Ölmalerei). Härtende Öle werden auch als Firnis (Schutzüberzug für das fertige Bild) verwendet.
Fett in der Kunst
Fett war ein vom Künstler Joseph Beuys häufiger eingesetztes Material, um innerhalb eines künstlerischen Objektes oder einer Rauminstallation gespeicherte Energie zu symbolisieren. Bekannteste Objekte sind die Fettecke und der Fettstuhl.
Fettabscheider
Fettabscheider werden in Metzgereien, Schlachthöfen, und Gastronomieküchen eingesetzt, um Fette und Öle organischen Ursprungs aus dem Abwasser zurückzuhalten. Das Abwasser strömt über eine Umlenkung oder Prallplatte in den Behälter des Fettabscheiders. Durch die Verringerung der Strömungsgeschwindigkeit und Abkühlung trennen sich abscheidbare Leichtstoffe (Fette) sowie auch Sinkstoffe (Schlamm) vom Schmutzwasser und lagern sich unter dem Einfluss der Schwerkraft ober- bzw. unterhalb des Wassers ab. Durch einen Koaleszenzabscheider können auch feiner verteilte Öle und Fette abgeschieden werden.